# Mychajło Duneć
Mychajło Mychajłowycz Duneć, ukr. Михайло Михайлович Дунець, ros. Михаил Михайлович Дунец, Michaił Michajłowicz Duniec (ur. 3 listopada 1950 w Chmielnickim) – ukraiński piłkarz, grający na pozycji obrońcy, a wcześniej pomocnika, trener piłkarski.

## Kariera piłkarska

### Kariera klubowa
Wychowanek Dynama Chmielnicki, w którym rozpoczął karierę piłkarską. W latach 1972-1973 bronił barw Dźwiny Witebsk. Potem występował w klubie Bałtika Kaliningrad oraz w amatorskiej drużynie Trud Szewczenko. W wieku 26 lat zakończył karierę piłkarską w Spartaku Semipałatyńsk.

## Kariera trenerska
Po zakończeniu kariery piłkarskiej rozpoczął pracę trenerską. W 1978 pomagał trenować miejscową drużynę Podilla Chmielnicki. Potem trenował amatorski zespół Nywa Podhajce, z którą zdobył awans do rozgrywek profesjonalnych. W 1982 na rok odszedł do Kołosu Pawłohrad, po czym powrócił do Nywy, która przeniosła się do Tarnopola. Następnie trenował zespoły Desna Czernihów i Zaria Bielce. W 1992 pomagał trenować Krywbas Krzywy Róg. W latach 1993-1994 wyśmienicie wykazał się na stanowisku głównego trenera Weresu Równe. Potem krótko trenował rodzime Podilla Chmielnicki. Od wiosny 1998 pracował na stanowisku trenera selekcjonera w Czornomorcu Odessa. W kwietniu 1999 trenował Polissia Żytomierz. W końcu lat 90. XX wieku pracował w szwedzkich klubach Orscholschwig i Kramfors. W styczniu 2003 został zaproszony do sztabu szkoleniowego Karpat Lwów, gdzie prowadził drugą drużynę. Potem na 4 lata ponownie wyjechał do Szwecji, gdzie zdobył awans do 2 ligi z Junsele IF oraz pracował z silnym drugoligowym klubem Friska Viljor FC. W pierwszej połowie 2007 prowadził mołdawską Olimpię Bielce, a potem powrócił do Szwecji, gdzie trenował 5-ligowy zespół. W grudniu 2007 objął stanowisko głównego trenera Krymtepłyci Mołodiżne, a w sierpniu 2008 Komunalnyk Ługańsk. W lutym 2009 otrzymał propozycję ponownie trenować Desnę Czernihów. Na sierpniu 2011 stał na czele klubu Dynamo-Chmielnicki, ale już we wrześniu został zwolniony z zajmowanego stanowiska.